# Simulium castaneum
Simulium castaneum är en tvåvingeart som beskrevs av Craig 1987. Simulium castaneum ingår i släktet Simulium och familjen knott. Inga underarter finns listade i Catalogue of Life.